# Zwartkruinglanskolibrie
De zwartkruinglanskolibrie (Aglaeactis pamela) is een vogel uit de familie Trochilidae (kolibries).

## Verspreiding en leefgebied
Deze soort is endemisch in westelijk Bolivia.